# خفاش نحات
خفاش نحات (الاسم العلمي: Glyphonycteris)، جنس خفافيش من فصيلة خفاش الأنف الورقي. يضم الأنواع التالية
- خفاش بين (Glyphonycteris behnii)
- خفاش ديفيز كبير الأذن (Glyphonycteris daviesi)
- خفاش ثلاثي الألوان كبير الأذن (Glyphonycteris sylvestris)